# Том Ріплі
Томас Ріплі — вигаданий персонаж серії кримінальних романів американської письменниці Патриції Гайсміт, а також кількох екранізацій. Персонаж — головний герой-лиходій: кар'єрний злочинець, шахрай і серійний вбивця. П'ять романів, у яких він з'являється — «Талановитий містер Ріплі», «Ріплі під землею», «Гра Ріплі», «Хлопчик, який слідував за Ріплі» та «Ріплі під водою» — були опубліковані між 1955 і 1991 роками.

## У романах
Гайсміт представила Тома Ріплі у романі «Талановитий містер Ріплі» (1955) як молодого чоловіка, який мізерно заробляє за допомогою шахрайства. У романі є передісторія: осиротілий у п'ятирічному віці, коли його батьки потонули, він виховувався в Бостоні у тітки Дотті, холодної, скупої жінки, яка знущалася над ним. Будучи підлітком, він безуспішно намагався втекти з дому своєї тітки до Нью-Йорку, перш ніж, нарешті, переїхав туди у віці 20 років.
У «Талановитому містері Ріплі» йому платять за те, щоб він поїхав до Італії (за проханням Герберта Грінліфа), суднобудівного магната, щоб він переконав свого сина Дікі (доброго знайомого Тома) повернутися до Нью-Йорка і приєднатися до сімейного бізнесу. Ріплі дружить з молодшим Грінліфом і закохується в легковажний, безтурботний спосіб життя багатого юнака; він також стає одержимий самим Грінліфом. Зрештою, Ріплі вбиває Грінліфа після того, як хлопець втомився від нього і зрікається його дружби. Потім Том Ріплі приймає на себе особу Грінліфа, підробляючи підписи на його щомісячних грошових переказах з цільового фонду.
Він знімає квартиру в Італії і насолоджується хорошим життям. Він також копіює стиль і манери Грінліфа, імітуючи його настільки добре, що, по суті, стає ним. Однак, ця «акторська» гра завдає йому неприємностей, коли він стикається з людьми, які знають і його, і Грінліфа, зокрема зустріч із підозрілим другом Грінліфа, Фредді Майлзом, якого Том, зрештою, вбиває.
Ріплі зрештою підробляє заповіт Грінліфа, залишаючи собі спадок мертвого. Роман закінчується тим, що Ріплі, ледве уникнувши полону, відпливає до Греції і радіє новознайденому багатству. Однак у останніх уривка книги є натяк на те, що Том заплатить за свою свободу, проживаючи кожну хвилину життя в параної, оскільки йому постійно здається, що він побачить, як «поліцейські чекають його на кожній пристані, до якої Том коли-небудь наближався».
У фільмі «Ріплі під землею» (1970), подія якого відбувається шість років потому, Ріплі влаштув «життя-у-кайф» в Бель-Омбр, маєтку на околиці вигаданого села Вільперс-сюр-Сен у Франції. Ріплі поповнив свої статки, одружившись на Елоїзі Пліссон, спадкоємиці, яка підозрює, як він заробляє гроші, але вважає за краще не знати. Він максимально уникає безпосередньої участі в злочинах, щоб зберегти свою тіньову репутацію, але все ще виявляється залученим у злочинні дії, яким часто допомагає Рівз Майнот. Злочинні подвиги Ріплі включають тривалу аферу з підробками витворів мистецтва (введена в «Ripley Under Ground» і постійно згадується в пізніших книгах), заплутування з мафією (в грі Ріплі) і кілька вбивств. У кожному романі він надзвичайно близький до того, щоб бути спійманим або вбитим, але врешті-решт йому все одно вдавалося уникати небезпеки.

## Характеристика

### Особистість
Гайсміт характеризує Ріплі як «ввічливого, приємного та абсолютно аморального» шахрая та серійного вбивцю, який завжди ухиляється від правосуддя. Журнал «Book» ставить Ріплі на 60 місце у своєму списку 100 найкращих персонажів художньої літератури з 1900 року.
Ріплі — витончена фігура, він живе розважальним життям у сільській Франції. Більшість свого часу він проводить у саду, малює чи вивчає мови. Це фінансується за рахунок вкраденої спадщини, невеликого доходу від Buckmaster Gallery та допомоги його дружини від її багатого батька. Він ввічливий, доброзичливий і культурний, не любить людей, які не мають таких якостей; коли Прітчарди з'являються в «Ріплі під водою», їхній поганий смак і грубі манери одразу ображають його.
Ріплі був визнаний критиками як «приємний персонаж і холоднокровний вбивця». Сем Джордісон із The Guardian написав: «Я б сказав, що майже неможливо не вболівати за Тома Ріплі. Не симпатизувати йому. На якомусь рівні не хотіти, щоб він переміг. Патриція Гайсміт чудово працює над тим, щоб він пробивав собі шлях до наших симпатій».
У своїй рецензії на «Purple Noon», екранізацію Рене Клемана «Талановитий містер Ріплі» 1960 року, кінокритик Роджер Еберт описав Ріплі як "відвертого гедоніста, відданого великому комфорту, приниженому смаку та цивілізованим інтересам. У нього чудові стосунки з жінками, які ніколи до кінця не розуміють, хто і що він такий. У нього є дружні стосунки — справжні — з багатьма своїми жертвами. Його злочини схожі на ходи в шаховій партії; він розуміє, що як би він не любив і поважав своїх опонентів, він повинен поставити «шах».

### Психопатія
Ріплі зображено позбавленим совісті; у фільмі «Хлопчик, який йшов услід за Ріплі», він зізнається, що ніколи серйозно не переживав почуття провини. Хоча він іноді відчуває «ноти совісті і жалісливості» про свої перші вбивства — він вважає вбивство Дікі Грінліфа «молодою, жахливою помилкою», а Фредді Майлза «дурною» і «непотрібною» — він не може згадати кількість своїх жертв.
Однак він не позбавлений людських якостей. Він відчуває щиру прихильність (якщо не любов) до кількох персонажів протягом усього серіалу, і має свій власний кодекс етики; у «Грі Ріплі» Том відзначає, що він ненавидить вбивство, якщо воно не стає «невідворотньою необхідністю».
Зазвичай його вважали «вишуканим соціопатом» і «приємним і доброзичливим психопатом».
У своїй вищезгаданій рецензії на «Purple Noon» Роджер Еберт писав: «Ріплі — розумний і хитрий злочинець, якому не складає проблеми когось вбити. Він чарівний, грамотний і, водночас, монстр. Це підступний спосіб, яким Гайсміт спокушає нас ототожнювати себе з ним і поширювати його егоїзм; Ріплі вважає, що досягнення свого шляху коштує будь-якої ціни, яку хтось інший може заплатити. Ми всі маємо трохи цього в собі».
У рецензії Еберта на фільм 1999 року «Талановитий містер Ріплі» він описує його. Ріплі як «людина, яка безповоротно погана, але водночас чарівна, розумна і усвідомлює ціну, яку він платить за свій аморальний спосіб життя… Він монстр, але ми хочемо, щоб він уник покарання».

У своїй книзі 2001 року «Malignant Self-Love: Narcissism Revisited» Сем Вакнін пише, що Ріплі (як зображено у фільмі 1999 року) відповідає п'яти з семи критеріїв асоціального розладу особистості та проявляє нарцисистичні риси.

### Жертви
У п'ятьох книгах Ріплі дев'ять разів вчиняє вбивства і ненавмисно вбиває ще п'ятьох.
| Роман                             | Навмисні вбивства                                                      | Ненавмисні вбивства                     |
| --------------------------------- | ---------------------------------------------------------------------- | --------------------------------------- |
| «Талановитий містер Ріплі»        | - Дікі Грінліф - Фредді Майлз - (Пітер Сміт Кінгслі лише в кіноверсії) |                                         |
| «Ріплі під землею»                | - Томас Мерчісон                                                       | - Бернард Тафтс                         |
| «Гра Ріплі»                       | - Віто Марканджело - Анджело Ліппарі - Філіпо Туролі - Альфіорі Понті  | - Джонатан Треванні - Сальваторе Бьянка |
| «Хлопчик, який слідував за Ріплі» | «викрадач італійського типу»                                           |                                         |
| «Ріплі під водою»                 |                                                                        | - Девід Прітчард - Дженіс Прітчард      |

## Екранізації
Перші три романи Гайсміт про Ріплі були екранізовані:
- «Талановитий містер Ріплі» був знятий як «Пурпурний полудень» (франц. Plein Soleil) у 1960 році з Аленом Делоном у ролі Ріплі та під оригінальною назвою у 1999 році з Меттом Деймоном у головній ролі.
- «Ріплі Під землею» екранізовано у фільмі 2005 року з Баррі Пеппером у головній ролі.
- «Ігри Ріплі» зняли в 1977 році як «Американський друг» з Деннісом Гоппером у головній ролі та під оригінальною назвою у 2002 році з Джоном Малковичем.

Романи Ріплі також були адаптовані для телебачення та радіо. Талановитий містер Ріплі був адаптований для січневого 1956 року епізоду телевізійного серіалу-антології Studio One, а Джонатан Кент зіграв Ріплі в епізоді шоу South Bank Show 1982 року під назвою «Патриція Гайсміт: Подарунок для вбивства», драматизуючи фрагменти «Ripley Under Ground». У 2009 році BBC Radio 4 адаптував усі п'ять романів Ріплі з Ієном Гантером у ролі Ріплі.
З образів Ріплі, які Гайсміт бачила за своє життя, вона оцінила роботу Делона в «Пурпурному полудні» як «відмінну» і описала Джонатана Кента як «ідеального». Спочатку їй не сподобався Ріплі Хоппер в фільмі «Американський друг», але після перегляду фільму вдруге змінила свою думку, відчувши, що він уловив суть персонажа.
У п'єсі Джоанни Мюррей Сміт 2014 року «Швейцарія» Том Ріплі оживає і відвідує Гайсміт, плануючи її вбити. У прем'єрній постановці Sydney Theatre Company 2014 року його зіграв Імон Феррен.
У 2015 році The Hollywood Reporter оголосив, що група продюсерських компаній планує телесеріал за мотивами романів. Наступного року Deadline Hollywood оголосив, що сценарій серіалу буде написаний Нілом Кросом, який розроблявся в Endemol Shine Studios більше року. У 2019 році шоу було замовлено на Showtime, а актор Ендрю Скотт зіграв головну роль, а сценарист і режисер Стівен Заіллян замінив Кроса. Премʼєра серіалу «Ріплі»  відбулася 4 квітня 2024 року на стрімінговій платформі Netflix. 